# Савва I Сербский
Архиепископ Савва (серб. Свети Сава, в миру Ра́стко Не́манич, серб. Растко Немањић; ок. 1169 — 14 января 1236) — один из самых почитаемых святых Сербской православной церкви, религиозный, культурный и политический деятель. Основатель автокефальной Сербской православной церкви и её первый архиепископ с 1219 года. Возможный автор Законоправила святого Саввы, сербского Номоканона, первого сербского сборника церковных правил и светских законов.

## Жизнеописание
Был младшим сыном великого князя Стефана Немани и Анны Неманич. Светское имя — Растко. Год рождения точно неизвестен, обычно упоминается 1169 или 1174 (иногда и 1175). Родился в горах Голии возле современной Подгорицы. В юношестве отправился на гору Афон и стал там монахом, тогда и получил монашеское имя Савва. Сначала путешествовал в русский монастырь, позже переселился в греческий монастырь Ватопед.
Через несколько лет отец Саввы отрёкся от престола и присоединился к нему, получив имя Симеон. Вдвоём они воссоздали монастырь Хиландар на Афоне, первоначально присоединив его к монастырю Ватопед. Монастырь, построенный на средства сербских князей в середине XII века, тогда же стал центром сербской монашеской жизни. И в настоящее время он остаётся одним из самых известных монастырей Афона и является важным в жизни сербской патриархии, хотя и подчинён Константинопольскому патриархату.
После смерти отца Савва вёл аскетический образ жизни и оставался на Афоне до конца 1207 года. В память об отце им было написано «Житие святого Симеона».
Мать Саввы Анна также приняла монашеский постриг в 1196 году под именем Анастасии. Скончалась в 1200 году, канонизирована как преподобная Анастасия Сербская.
В 1208 году Савва возвращается в Сербию, чтобы прекратить гражданскую войну между старшими братьями Стефаном II Неманичем и Вуканом Зетским.
Создал автокефальную Сербскую православную церковь и стал её первым архиепископом в 1219 году. Автокефальный архиепископ возглавил Сербскую церковь с согласия «никейского» (в Константинополе тогда была Латинская империя) патриарха Мануила I. Мануил I рукоположил Савву в сан архиепископа. По возвращении на родину святитель занялся устроением своей церкви. Он основал восемь новых епархий, епископами в которых поставил своих учеников — подвижников Хиландара и Студеницы. В разные концы сербских земель посылались священники с поручением проповедовать и совершать церковные таинства. В жизнь сербских монастырей вводились традиции и уставы Афонской горы, монастырей Малой Азии и Палестины. После завершения строительства Жичского монастыря в него была перенесена архиепископская резиденция.
В 1234 году Савва предпринял повторное паломничество в Иерусалим, оставив перед этим в качестве наместника своего ученика и верного соратника Арсения Сремского. После смерти своего учителя архиепископ Арсений I возглавлял Сербскую церковь вплоть до 1263 года. В Палестине Савва основал монастырь Святой Архангел и больницу для православных паломников. Возвращаясь, проезжал через Болгарию. Там и преставился 14 января 1236 года. Был похоронен в болгарской столице Тырново.

## Мощи

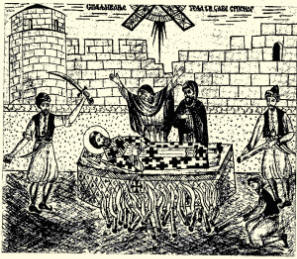
Сожжение мощей Саввы

В 1237 году племянник Саввы сербский король Владислав через год после преставления святого перенёс его мощи из Тырнова в монастырь Милешева.
В 1594 году, чтобы наказать сербов за проведение антитурецкого восстания, турецкий правитель Коджа Синан-паша сжёг мощи святого на холме Врачар под Белградом (ныне в черте Белграда). В 1935 году на этом месте было начато строительство храма Святого Саввы, законченное в 2004 году.

## Память и почитание
Память святого Саввы в Сербской православной церкви совершается 14 (27) января (день кончины); в Русской — 12 (25) января. С 1830 года святой Савва считается покровителем сербских школ.
В середине XIII века было написано житие святого Саввы, автором которого является монах Доментиан.
Святому посвящены храмы:
- Храм Святого Саввы в Белграде (строительство 1935—2004)
- Храм Святителя Саввы Сербского в Екатеринбурге (2018)[9]

## В фольклоре
Образ Саввы I (Савы) стал основой для образа персонажа южнославянской мифологии. В сербском фольклоре Сава связывается с возвышенными местами, предводительствует тучами, несущими град. Если в день святого гремит гром, это считался важным предзнаменованием. Связывается со скотом и тучами, в частности, тучи считаются его скотом. Сава оживляет мёртвых, исцеляет слепых, неуязвим к огню, способен превращать борзых в волков (связан с общеславянским образом волчьего пастыря), людей в животных, иссекать железом воду из камня.
Савва создал кошку для борьбы с мышами (общеславянский мифологический сюжет, у других славян связанный с иными персонажами), отнял солнце у дьявола.
Пост на день святого называется савицей. Во время поста не едят мяса четвероногих животных, чтобы уберечь их от волков. Роль покровителя животных может свидетельствовать о связи фольклорного образа Савы с общеславянским Велесом.

## Фильмы
- «Святой Савва. Русский цвет на сербском флаге» (2023) — документальный фильм, режиссёр Алексей Кременецкий
- «Гора Преображения — история о Святом Савве» (серб. Gora Preobrazenja — Prica o Svetom Savi) (2016) — документальный фильм, режиссёр Хадзи-Александар Джурович

## Известные ученики
- Доментиан (сербский писатель)